# Levassor-Nunatak
Der Levassor-Nunatak (in Argentinien Cerro Gancedo) ist ein etwa 550 m hoher und auffällig hufeisenförmiger Nunatak auf der Trinity-Halbinsel im äußersten Norden des Grahamlands auf der Antarktischen Halbinsel. Er ragt 1,5 km landeinwärts inmitten des Cugnot-Piedmont-Gletschers auf. 
Das UK Antarctic Place-Names Committee benannte ihn 1964 nach dem französischen Automobilpionier Émile Levassor (1844–1897). In Argentinien trägt der Nunatak seit 1978 den Namen eines Mitglieds einer argentinischen Antarktisexpedition.